# 임종건
임종건(林鍾乾, 1948년 7월 7일 ~ )은 충청남도 서천군 출신의 대한민국의 전직 언론인이다. 1974년 한국일보 견습 29기로 입사해 전국부장과 국제2부장을 거쳐 서울경제 사회부장.사회문화부장, 서울경제신문 대표이사사장을 역임하였다.

## 생애
초등학교 시절, 6·25로 인해 국회의원이였던 큰아버지와 같이 살게 되었고 이때 큰아버지가 신문을 보는 모습을 보며 어릴 때부터 기자라는 직업을 선망하게 되었다. 1970년 유일하게 신문학과가 있었던 중앙대학교에 진학하여 최진우 교수 등에게 가르침을 받았다. 중앙대학교을 졸업하고 1974년 서울경제신문에 입사하여 증권물가부 기자가 되었다. 이후 전두환 정권의 언론통폐합 정책으로 다시 한국일보로 전직하였다. 1988년 서울경제신문이 복간되면서 다시 서울경제신문으로 돌아왔다. 이후 서울경제 사회부장, 사회문화부장을 거쳐 2004년 서울경제신문 대표이사사장으로 취임하였다.

## 경력
- 1974년 한국일보 편집국 기자
- 1988년 서울경제신문 편집국 정경부 차장
- 1996년 한국일보 편집국 전국부 부장
- 1996년 서울경제신문 논설위원실 논설위원(부장)
- 2000년 서울경제신문 논설위원실 논설위원
- 2004년 서울경제신문 대표이사 사장
- 2009년 서울경제신문 부회장
- 2001년 IR협의회 자문위원
- 2002년 청계천복원시민위원회 위원
- 2011년 한남대 정치언론국제학과 교수
- 2014년 한국신문윤리위원회 독자불만처리위원
- 2021년 한국ABC협회 회장